# 蔓金苔
蔓金苔是传说中的苔类植物，颜色像黄金。投入水中会发光。体态如鸡蛋，也叫“夜明苔”，记载于《拾遗记·晋时事》
中國唐代筆記小說集《酉阳杂俎》亦有记载

## 参看
中国妖怪列表
1. ↑  孫見坤. . 奇幻. 天津人民出版社. 2018/10/01: 317. ISBN 9787201139296.
2. ↑  祖梁国献蔓金苔，色如黃金，若螢火之聚。大如鷄卵，投於水中，蔓延於波瀾之上，光出照日，皆如火生水上也。乃於宮中穿池，廣百步，時覌此苔，以樂宮人。宮人有幸者，以金苔賜之，置漆盤中，照耀滿室，名曰「夜明苔」；著衣襟則如火光。帝慮外人得之，有惑百姓，詔使除苔塞池。及皇家喪乱，犹有此物，皆入胡中。
3. ↑  「晉時外國獻蔓金苔，縈聚之如雞卵。投水中，蔓延波上，光泛鑠日如火，亦曰夜明苔。」